# Salvatierra (Álava)
Salvatierra (cooficialmente en euskera: Agurain) es una localidad y municipio español situado en la parte centro-sur de la comarca de la Llanada Alavesa, en la provincia de Álava, comunidad autónoma del País Vasco. Limita con los municipios de San Millán, Aspárrena (por exclave), Barrundia, Iruraiz-Gauna y Arraya-Maestu, así como con la parzonería de Encía.
El municipio salvaterrano comprende los núcleos de población de Salvatierra (Agurain/Salvatierra) —capital municipal y de la cuadrilla de la Llanada—, Opacua (Opakua), Alangua, Arrízala (Arrizala) y Eguileor (Egileor).

## Toponimia
El topónimo en castellano es Salvatierra. En euskera a la localidad se la conoce con los nombres de Agurain y Salbaterra. La denominación oficial es Agurain/Salvatierra.

## Geografía
Es la capital de la comarca Cuadrilla de la Llanada Alavesa y se sitúa a 27 kilómetros de Vitoria. El término municipal está atravesado por la autovía del Norte entre los pK 376 y 380 y por la carretera comarcal A-2128 que permite la comunicación con el valle de Arana a través del puerto de Opacua (1025 metros).
El relieve del municipio es, en general, poco montañoso, siendo la zona sur recorrida por los Montes de Iturrieta, pertenecientes a la Sierra de Encía, llegando a una altitud máxima de 1153 metros (pico Arrigorista). Por el norte y el este del territorio discurre el río Zadorra, que nace cerca del puerto de Opacua y abandona el municipio a 577 metros de altitud. El pueblo se alza a 600 metros sobre el nivel del mar, en plena Llanada Alavesa. 
| Noroeste: Barrundia                     | Norte: San Millán                        | Nordeste: San Millán         |
| Oeste: Iruraiz-Gauna                    |                                          | Este: San Millán             |
| Suroeste: Iruraiz-Gauna y Arraya-Maestu | Sur: Arraya-Maestu y Parzonería de Encía | Sureste: Parzonería de Encía |

### Despoblados
Forma parte del municipio los despoblados de Ula, Donlacu y Udala.

## Historia
El municipio fue fundado en 1256 por el rey Alfonso X el Sabio sobre la aldea de "Hagurahin".
Desde los tiempos más remotos Salvatierra ha sido una encrucijada de caminos, como lo demuestra el dolmen de Sorginetxe, en Arrizala, situado al pie de una de las vías de trashumancia ganadera de hace cinco mil años, utilizada aún en la actualidad, entre los pastos estivales de la sierra y los invernales del llano. Antes no había habido una población estable, solo cazadores procedentes de asentamientos más al norte, que establecían sus abrigos de caza en las cuevas de la ladera meridional de la sierra de Aratz. Luego los pastores del Neolítico y del Calcolítico empezarían a desbrozar el bosque para obtener pastos de invierno y zonas de cultivo.
En un lugar habitado desde hace tanto tiempo como el cerro de Aguráin, sobre el que se han sucedido distintas poblaciones, cuyas edificaciones han cavado sus cimientos sobre los escombros de las villas anteriores, que ha sufrido guerras, catástrofes naturales, incendios y otras calamidades, es difícil encontrar vestigios de sus primeros pobladores.
No obstante, a través de una extrapolación teórica de otros lugares similares del entorno —el cerro de Henayo, en Dulanci; el de Santa Lucía, en Gebara; el de Olarizu, en Vitoria; o el de Oro, en Zuya—, se puede aventurar que el otero de Aguráin resultaría un lugar idóneo para el asentamiento de una población de las edades del Bronce y del Hierro. Según esa suposición, los romanos cuando llegaron a esta tierra, a principios del siglo I antes de Cristo, se encontrarían con un pequeño poblado, cuyo nombre se desconoce, enclavado en torno al punto más alto, donde hoy se encuentra el ayuntamiento. Sus habitantes pertenecerían a la tribu de los várdulos.
El que la calzada Iter XXXIV ab Asturica Burdigalam pasara precisamente por Salvatierra da una idea de su importancia estratégica. Tras la caída del Imperio romano, por Laua discurría la frontera entre el Ducado de Vasconia y la Hispania visigoda, sustituida en 756 por el emirato de Córdoba. Sin embargo, la comarca ahora alavesa pasó a formar parte del Reino de Pamplona a partir de 824 hasta 1200, cuando Alfonso VIII de Castilla conquistó y anexionó a su corona los entonces territorios navarros occidentales.
Su sucesor, Alfonso X, concedió el Fuero en 1256, dando a Hagurahin el nombre de Salvatierra. Posteriormente, en 1367, en el contexto de la guerra de los Cien Años y de la guerra entre el rey de Castilla Pedro I y su hermano bastardo Enrique de Trastámara, Álava retornará al Reino de Navarra durante cuatro años. Tras una segunda conquista por parte del nuevo rey Enrique II, Salvatierra volvería al Reino de Castilla con la promesa de que nunca dejaría de pertenecerle, circunstancia incumplida por su sucesor Juan I, quien donaría la villa en señorío al canciller Ayala en 1382.
El señorío de los Ayala acabó abruptamente en 1521 con el apresamiento y ejecución del conde de Salvatierra Pedro López de Ayala, sublevado contra el emperador Carlos I Habsburgo. El Archivo Municipal de Salvatierra conserva el documento en el que el emperador, con fecha 17 de julio de 1522, concede a la villa su retorno a la condición de realenga. Este importante documento fue conseguido en 2005 por el Ayuntamiento de Salvatierra, ya que fue subastado por la casa londinense Sotheby's. Al parecer fue robado por algún soldado inglés durante los saqueos posteriores a la batalla de Vitoria, 21 de junio de 1813, en la que las tropas del duque de Wellington vencieron a las de José Bonaparte.
El 4 de octubre de 1980 la banda terrorista ETA asesinó a tres personas durante una vuelta ciclista en el pueblo. Varios miembros de ETA salieron de entre el público y dispararon a los tres Guardias Civiles de Tráfico encargados de regular el tránsito. En el tiroteo uno de ellos solamente quedó herido de modo que los vecinos empezaron a gritar: ¡Está vivo, está vivo!, los terroristas se dieron la vuelta y le remataron con veinticuatro tiros. Un sacerdote del pueblo, Ismael Arrieta Pérez de Mendiola, facilitó el atentado.

## Demografía
Salvatierra cuenta con una población de 5155 habitantes (INE 2024).
| Gráfica de evolución demográfica de Salvatierra entre 1842 y 2021 |
| |
| Población de derecho según los censos de población del INE Población de hecho según los censos de población del INEEn estos censos se denominaba Salvatierra: 1842, 1857, 1860, 1877, 1887, 1897, 1900, 1910, 1920, 1930, 1940, 1950, 1960, 1970, 1981 y 1991 En este censo se denominaba Salvatierra o Agurain: 2001 |

## Administración y política
| Partido político                                              | 2023  | 2023  | 2023       | 2019  | 2019  | 2019       | 2015  | 2015  | 2015       | 2011  | 2011  | 2011       | 2007  | 2007  | 2007       |
| Partido político                                              | %     | Votos | Concejales | %     | Votos | Concejales | %     | Votos | Concejales | %     | Votos | Concejales | %     | Votos | Concejales |
| Euskal Herria Bildu (EH Bildu)-Bildu                          | 48,56 | 1133  | 7          | 44,90 | 1071  | 6          | 39,41 | 984   | 5          | 40,02 | 904   | 6          | —     | —     | —          |
| Euzko Alderdi Jeltzalea-Partido Nacionalista Vasco (EAJ-PNV)  | 46,20 | 1078  | 6          | 45,61 | 1088  | 7          | 53,42 | 1334  | 6          | 39,71 | 897   | 5          | —     | —     | —          |
| Partido Socialista de Euskadi-Euskadiko Ezkerra (PSE-EE PSOE) | 3,12  | 73    | 0          | 4,40  | 105   | 0          | 2,96  | 74    | 0          | 5,14  | 116   | 0          | 15,14 | 242   | 1          |
| Partido Popular del País Vasco (PP)                           | 0,85  | 20    | 0          | 0,96  | 23    | 0          | 2,00  | 50    | 0          | 6,11  | 138   | 0          | 10,7  | 171   | 1          |
| Eusko Alkartasuna (EA)                                        | —     | —     | —          | —     | —     | —          | —     | —     | —          | 40,02 | 904   | 6          | —     | —     | —          |
| Ezker Batua-Berdeak (EB-B)                                    | —     | —     | —          | —     | —     | —          | —     | —     | —          | 0,93  | 21    | 0          | 8,45  | 135   | 1          |
| Agurain Guztion Artea (AGA)                                   | —     | —     | —          | —     | —     | —          | —     | —     | —          | —     | —     | —          | 63,83 | 1020  | 8          |

## Cultura

### Patrimonio material

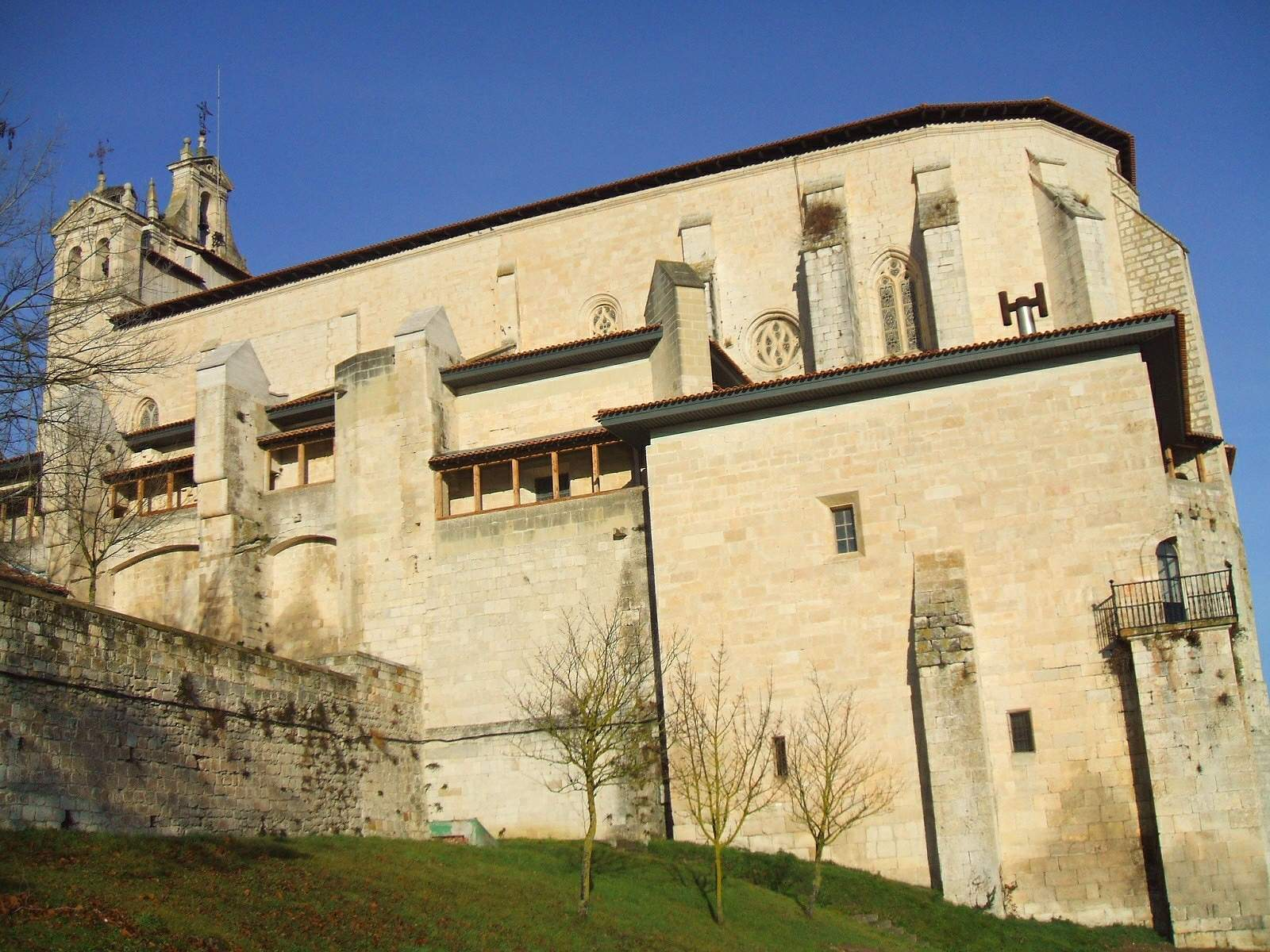
Iglesia de Santa María

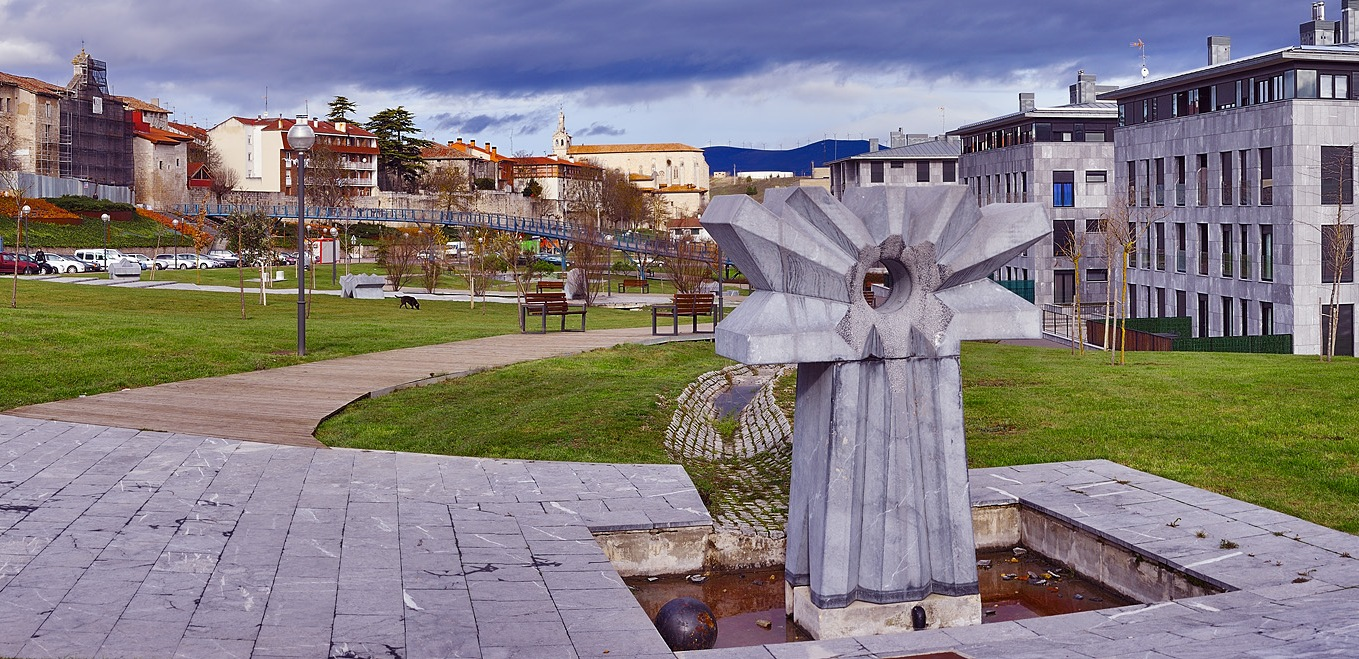
A la izquierda, vista del casco histórico de Salvatierra

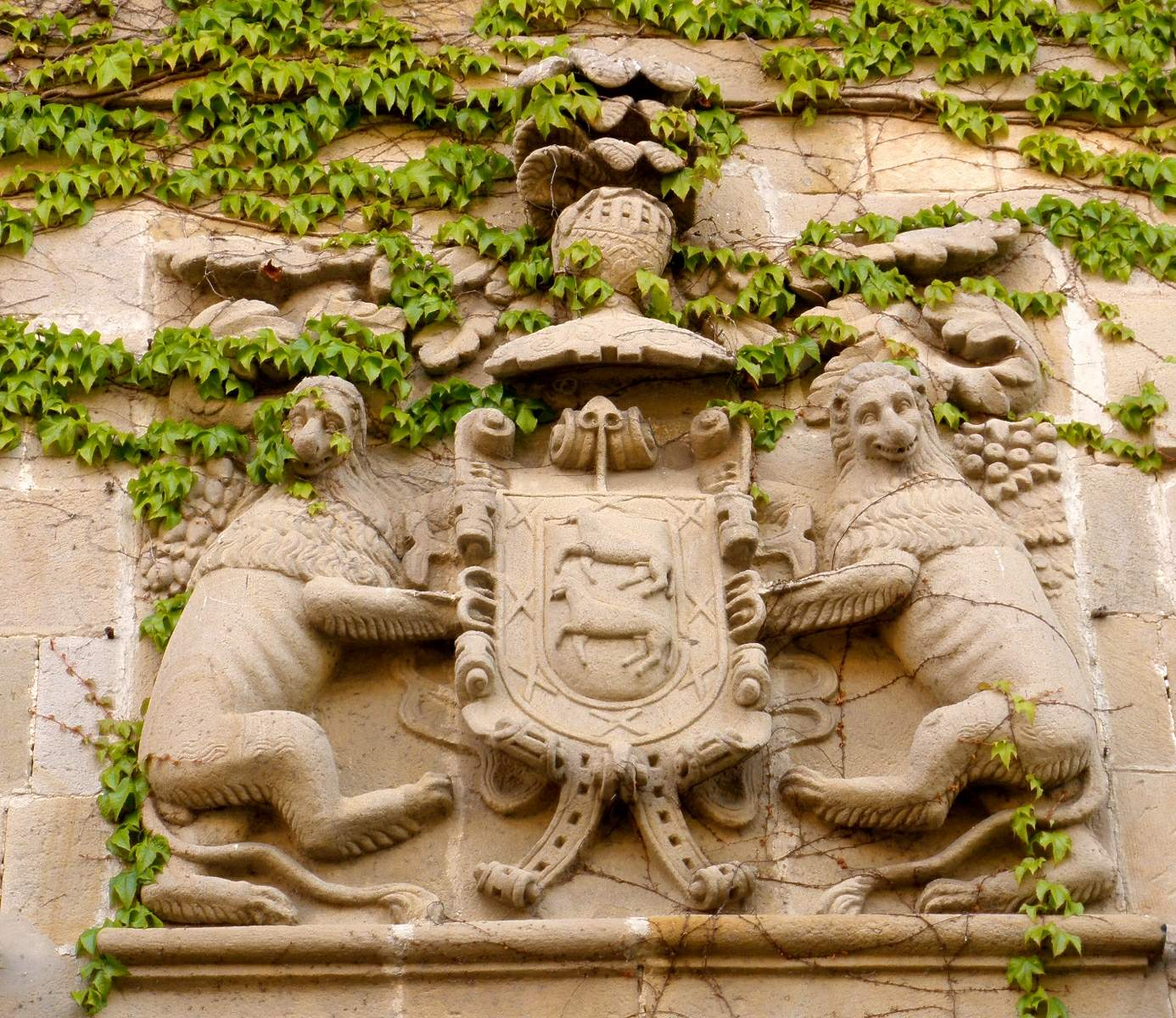
Casa de los Azcárraga, escudo de los Eulate

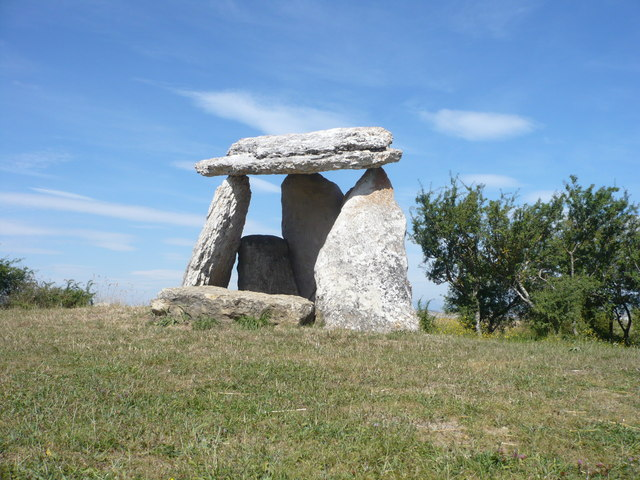
Dolmen Sorguinetxe, en Arrizala

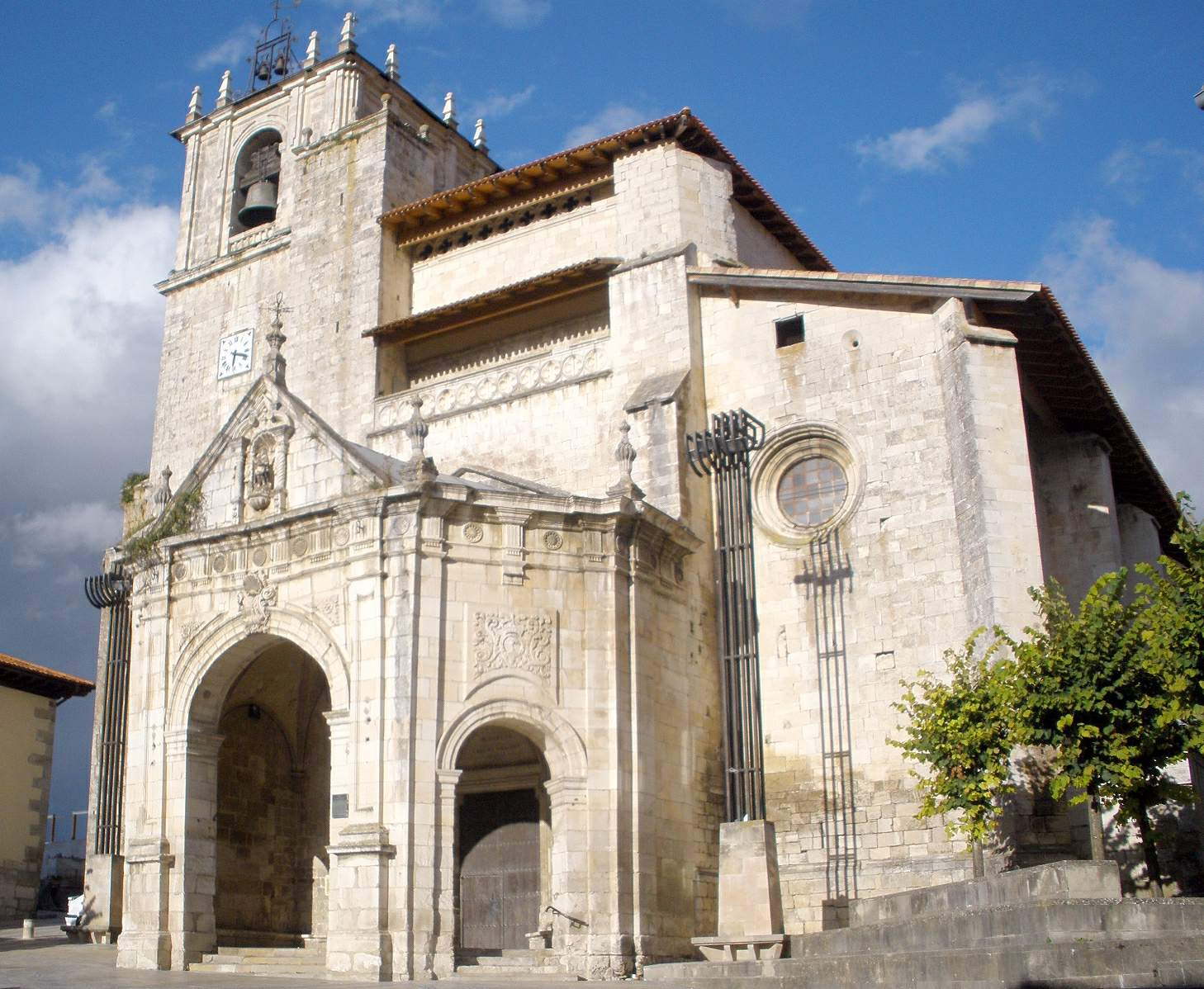
Iglesia de San Juan Bautista

- Casco medieval amurallado con tres calles principales:
  - Mayor: es la central y la que conserva los edificios de mayor interés artístico. Siempre ha recibido este nombre y se dividía en tres parroquias -de Santa María, del medio y de San Juan-.
  - Carnicería: este nombre ya se utilizaba en el siglo XVI por hallarse en ella las carnicerías de la villa.
  - Zapatari: hace referencia al gremio de los zapateros.
- Iglesia de San Martín (siglo XIII), actualmente ayuntamiento y archivo municipal.
- Iglesia-fortaleza de San Juan Bautista (siglo XV-XVI) de cabecera recta ubicada sobre otra fábrica anterior realizada entre los siglos XIII y XIV. En su interior se encuentra un retablo del segundo tercio del siglo XVI con lienzos de Pedro de Obrel, de formación flamenca.
- Iglesia-fortaleza de Santa María (siglo XV-XVI) que fue construido sobre otro anterior. En su interior encontramos un retablo de 1530 realizado por Lope de Larrea. También destaca el bajo coro plateresco con el escudo de Carlos I.
- Convento de las Madres Clarisas (1611), en su interior se halla la capilla de San Pedro.
- Antiguo hospital de peregrinos de San Lázaro y la Magdalena. Ya en 1487 se menciona su existencia. 1839 fue vendido por el ayuntamiento a un particular.
- Casa de las Viudas (siglo XIV), edificio civil más antiguo que se salvó del gran incendio que destruyó la casi totalidad de la villa en 1564.
- Casa de los Begoña (siglo XVII), ostenta las armas de los Ordoñana, de los Vicuña y de los Lazarraga. Sobre el muro del jardín podemos ver otro con las armas de los Santa Cruz.
- Casa de los Azcárraga. La mitad Norte es de finales del siglo XVI y luce las armas de los García de Zuazo. La mitad Sur es de finales del siglo XVIII y tiene el escudo de los Eulate.
- Casa de los Bustamante. Fue mandada construir en 1564, después del gran incendio. Soporta las armas de los Zumalburu y de los Vicuña
- Casa de Juan Nicolás López de Luzuriaga.
- Casa de Martín Ruiz de Luzuriaga.
- Casa de Ocáriz.
- Casa de Santa Cruz o de Eulate.
- Casa del presbítero Juan Francisco de Eguino y López de Zuazo.
- Casa Ordoñana, Vicuña y Larrinzar.
- Olbeas de San Juan (finales del siglo XVI), orientadas hacia la plaza del mismo nombre y que acoge el mercado de los martes desde la fundación de la villa en 1256.
- Cañada desde Salvatierra hacia el puerto de Opacua.
- Parque de Galzar.
- Parque de Oriamendi.

### Patrimonio inmaterial

#### Euskera
En el pasado los habitantes de la Llanada, los lautadarras, eran vascoparlantes monolingües en su práctica totalidad.[cita requerida] A lo largo de los siglos la lengua vasca fue perdiendo terreno frente al empuje del castellano, que se impone en todos los órdenes de la vida cultural y social, debido a la opción por dicha lengua de la mayor parte de las personas pertenecientes a las clases dirigentes, pero también por el desprestigio social que padece el vascuence. El fenómeno de abandono de la lengua vasca se da sobre todo a partir de mediados del siglo XVIII, aunque es frenado por la actividad de algunos intelectuales vascos encuadrados en la Sociedad Vascongada de Amigos del País. Por las actas del juzgado de Paz de Salvatierra, sabemos que en 1841 todavía se contrataba a un traductor, lo que indica que el porcentaje de personas en la zona bajo su jurisdicción que no sabían español, era importante. En la actualidad el porcentaje de personas que hablan o entienden el vascuence en la Llanada se encuentra en torno al 37 % de la población. Este porcentaje de hoy viene a ser el mismo que existía en 1870, cuando Ladislao de Velasco estudió la situación de la lengua vasca en Álava, dando un número de vascoparlantes en la Llanada en torno al millar. Un siglo después, en 1970, la encuesta realizada por Pedro de Yrizar, tan sólo constataba tres vascoparlantes autóctonos en el mismo espacio. La recuperación de la lengua vasca en los últimos veinticinco años ha sido notable.[cita requerida]

#### Camino de Santiago

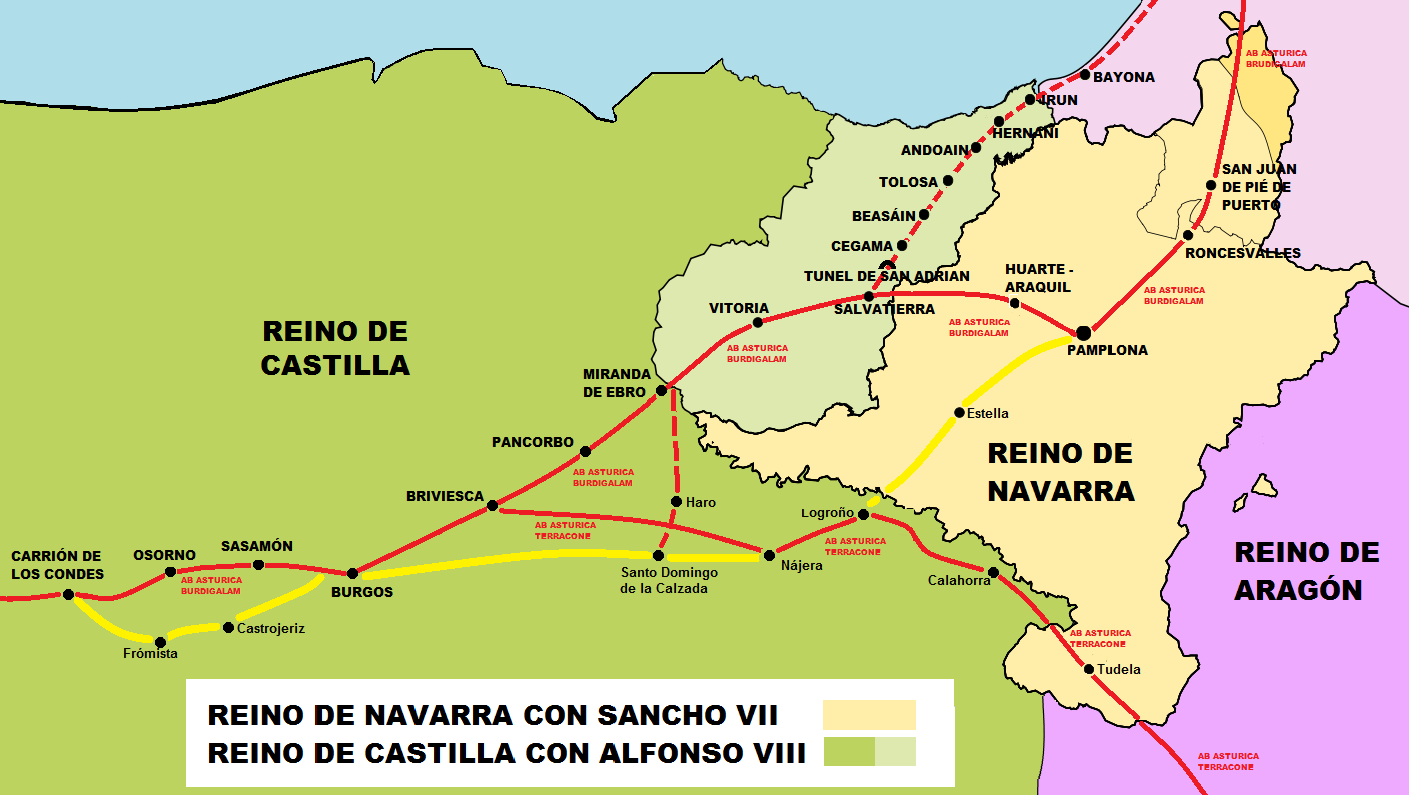
Reinos de Navarra Y Castilla año 1200. Caminos a Santiago-Calzadas romanas

En Salvatierra se unen dos caminos históricos a Santiago, el que venía por la calzada romana Ab Asturica Burdigalam, por la llamada Vía Aquitania, que llegaba desde Pamplona pasando por Araquil, donde los hallazgos de conchas y un bordón de peregrino en tumbas del Monasterio de Zamartze evidencia el uso como Hospital de peregrinos entre los siglos X y XIV, en lo que fue el camino primigenio a Santiago.
Y por otra parte el que llegaba por el Camino de Santiago Vasco del Interior, por la llamada Vía Bayona.
Entre los montes Araz y Aizgorri, en el collado, se encuentra el túnel de San Adrián, frontera natural entre Álava y Guipúzcoa.
Dentro de la cueva encontraremos la ermita de San Adrián, que data del siglo XI, (en la actualidad no es más que una pobre edificación), y restos de una antigua muralla con un medio arco de piedra.
A la salida del túnel, siguiendo la calzada medieval (anteriormente también transitado en época romana), a unos 100 m de la boca, encontraremos a la izquierda un pequeño túmulo pastoril de la edad de hierro y un poco más adelante una fuente. Siguiendo la calzada llegaremos al collado denominado de la Horca, lugar donde se ajusticiaba a los bandoleros que asaltaban a los viajeros, en donde iniciaremos el descenso hacia Zalduendo de Álava (de aquí en adelante encontraremos durante todo el camino postes metálicos). Abandonaremos la calzada y por una pista forestal muy señalizada llegaremos al término de [Zumarraundi y desde aquí se tomara la carretera asfaltada que conduce hasta el pueblo de Zalduendo de Álava.
Desde aquí cogemos dirección Ordoñana hasta llegar a la villa de Salvatierra (A-3018), también por carretera asfaltada.
La entrada a la villa se hacía por el lado norte (antiguo Hospital de la Magdalena) mientras que la salida se realizaba por el lado oeste (zona del cementerio, todavía se puede ver el escudo de los Vicuña sobre la puerta).
Siguiendo dirección Vitoria y tras pasar un polígono industrial, por una parcelaria que pasa por debajo de la autovía llegaremos a Gazeo. Tras pasar junto a la iglesia de San Martín de Tours (de nuevo asfalto) saldremos por la carretera que se dirige hacia el sur, hacia Langarica y antes de pasar el puente sobre el ferrocarril girar a la derecha que nos llevara hasta Ezquerecocha. En este pueblo nos dirigiremos hacia el apeadero, y tras dejarlo a la izquierda ascenderemos por una empinada carretera asfaltada al alto de Chinchetru. Una vez en el alto la carretera que pasa por encima del túnel (asfaltada) gira a la izquierda (hacia el pueblo), cogeremos la parcelaria que tenemos delante y que sigue paralela a las vías del ferrocarril hasta llegar a la carretera asfaltada (A-3112) va a la villa de Alegría de Álava.
La ruta en este punto se separa del ferrocarril hacia la derecha (100 metros hacia el norte) y para tomar de nuevo una parcelaria hacia Oeste, que nos llevara a la ermita de Ntra. Sra. de Ayala (siglo XIII). Desde este punto seguiremos siempre dirección Oeste hasta llegar a la ermita de Arraráin, considerada como uno de los ejemplares más antiguos del románico alavés. Una vez llegado a Elburgo, se divisa sobre la colina el monasterio de Estíbaliz, al que se puede acceder tomando una pista que cruza el propio camino y caminar 800 metros hasta alcanzar el monasterio.

#### Fiestas
- El lunes siguiente al Domingo de Pascua se celebra la fiesta de la Virgen de Sallúrtegui
- 24 de junio: San Juan
- 15 de agosto: la virgen de la Asunción
- 29 de agosto: San Juan Degollado
- Primer domingo de octubre: fiestas de la Virgen del Rosario.
- Destaca la Feria de Ganado, que tiene lugar el martes siguiente al primer domingo de octubre; cuenta con más de 600 años de antigüedad.

### Deporte
En 1964 se fundó la SD Salvatierra, un club de fútbol que milita en categoría Regional Preferente de Álava y que ha participado en dos temporadas en la Tercera División española.

## Localidades hermanadas
- Bazas (Francia)
- Montana (Bulgaria)